# اوکلوس
اوکلوس (انگلیسی: Oculus) یک برند متعلق به شرکت آمریکایی فناوری های فیسبوک (قبلا این شرکت با نام اوکلوس وی‌آر شناخته می شد) از سری شرکت های تابعه فیسبوک است. این شرکت تابعه در زمینه ساخت هدست های واقعیت مجازی فعالیت میکند. محصولات شرکت اوکلوس به تمام دنیا صادر می شود. 
در ژوئیه سال ۲۰۱۲، پالمر لاکی، برندون ایریپ، مایکل آنتونوف و نیت میشل شرکت اوکلوس وی‌آر را در کالیفرنیا تاسیس کردند. در آپریل ۲۰۱۲ لاکی هدست ریفت را معرفی کرد و یک کارزار کیک‌استارتر برای آن آغاز کرد. این کارزار با ۲.۴ میلیون دلار (ده برابر هدف اولیه ۲۵۰ هزار دلار) موفق شد و دو نسخه اولیه از هدست ها روانه بازار شدند.
در مارس سال ۲۰۱۴، فیسبوک شرکت اوکلوس را به مبلغ ۲,۳ میلیارد دلار پول نقد و سهام خریداری کرد.
در نوامبر سال ۲۰۱۵ شرکت اوکلوس با سامسونگ برای ساخت سامسونگ گیر وی‌آر مشارکت کرد. زاکربرگ گفت در نظر دارد یک میلیارد هدست واقعیت مجازی را به دست مشتریان برساند.                        در سال 2017، این شرکت یک هدست موبایل مستقل به نام Oculus Go را تولید کرد که توسط شیائومی تولید شده است.                 
در مارس سال ۲۰۱۸ شرکت اوکلوس تبدیل به یک بخش در ساختار جدید سلسله مراتب فیسبوک با نام شرکت فناوری های فیسبوک شد.
 در سال 2019، فیس‌بوک یک جانشین پیشرفته برای Oculus Go به نام Oculus Quest (که بعداً توانایی پخش نرم‌افزار VR سازگار با Oculus Rift را از رایانه شخصی به دست آورد) و نسخه‌ای از Oculus Rift به نام Oculus Rift S منتشر کرد.  ساخت (لنوو).
محصولات Oculus به طور فزاینده ای با سیستم عامل های شبکه اجتماعی فیس بوک ادغام شده اند.  از اکتبر 2020، همه کاربران جدید و هر کاربر  VR تولید شده توسط فیس‌بوک که از آن زمان به بعد (از Meta Quest 2 شروع می‌شود) باید با یک حساب فیس‌بوک وارد شوند تا بتوانند از هدست خود استفاده کنند.  پشتیبانی از حساب‌های مستقل Oculus نیز در ژانویه 2023 به پایان می‌رسد. این الزام به دلیل نگرانی‌های مربوط به حریم خصوصی دیجیتال و سیاست نام واقعی فیس‌بوک با انتقاداتی مواجه شده است.  به دلیل نگرانی‌ها و تحقیقات محلی در مورد اینکه آیا این سیاست‌ها با مقررات حفاظت از داده‌های عمومی اتحادیه اروپا (GDPR) مغایرت دارند یا خیر، فیس‌بوک فروش تمام محصولات Oculus در آلمان را در این زمان به حالت تعلیق درآورد.
در اکتبر 2021، شرکت فیس بوک اعلام کرد که نام شرکت خود را به Meta تغییر خواهد داد، و نام تجاری Oculus در سال 2022 حذف خواهد شد. انتظار می رود که سخت افزار  واقعیت مجازی در آینده توسط این شرکت تولید شود و تحت نام تجاری "Meta" قرار گیرد.

## تاریخچه
پالمر لاکی به‌عنوان طراح نمایشگر روی سر (HMD) در مؤسسه فناوری‌های خلاقانه دانشگاه کالیفرنیای جنوبی، به دلیل داشتن بزرگ‌ترین مجموعه شخصی HMD در جهان شهرت پیدا کرد و مدت‌ها مدیر برنامه Meant to been (MTBS) بود.
از طریق انجمن های MTBS پالمر ایده ایجاد یک نمایشگر جدید روی سر را توسعه داد که هم موثرتر از آنچه در حال حاضر در بازار بود و هم برای گیمرها ارزان بود.  برای توسعه محصول جدید، لاکی Oculus VR را با بنیانگذاران Scaleform، برندان آیریب و مایکل آنتونوف،نیت میچل و اندرو اسکات ریس، تأسیس کرد.

## محصولات
خط تولید فعلی Oculus از دو مدل تشکیل شده است که هر دو تحت نام تجاری Oculus Quest هستند. آنها هدست‌های مستقلی هستند که حاوی سخت‌افزار محاسباتی یکپارچه تلفن همراه هستند و برای کار کردن نیازی به رایانه ندارند، اما می‌توانند به صورت اختیاری با بازی‌های واقعیت مجازی مبتنی بر رایانه شخصی با اتصال آنها از طریق USB استفاده شوند. هدست‌های اولیه Oculus که تحت نام تجاری Oculus Rift تولید می‌شوند، هدست‌های VR سنتی هستند که برای کار کردن به رایانه شخصی نیاز دارند.

## فناوری
- Oculus (برند)، بخش متا پلتفرم‌ها که دستگاه Oculus Rift و فناوری‌های مرتبط را توسعه می‌دهد.
- Oculus Rift، یک دستگاه واقعیت مجازی مبتنی بر رایانه شخصی
- Oculus Rift S، یک دستگاه واقعیت مجازی مبتنی بر رایانه شخصی، جانشین Oculus Rift
- Oculus Quest، یک دستگاه واقعیت مجازی مستقل
- Oculus Quest 2، یک دستگاه واقعیت مجازی مستقل، جانشین Oculus Quest
- Quest 3 , دستگاه واقعیت مجازی که در تاریخ 10 اکتبر 2023 عرضه شد